# MDS-1
MDS-1 е малък демонстрационен спътник конструиран от Япония. Целта му е да изпробва японските технологии в космоса, особено състоянието им в радиационния пояс. Масата на космическия апарат е 475 kg.
MDS-1 е изстрелян от втората ракета-носител H-IIA на 4 февруари 2002 г. Мисията завършва на 26 февруари 2003 г., а вторият подобен спътник (MDS-2) е отказан поради липса на средства.